# Gouden Beer
De Gouden Beer (Duits: Goldener Bär) is de prijs voor de beste speelfilm op het jaarlijkse Filmfestival van Berlijn. Hij wordt uitgereikt aan de regisseur. Daarnaast zijn er de Zilveren Beren in zes categorieën en verschillende andere prijzen. Om bijzondere persoonlijke prestaties te eren is er bovendien sinds 1982 af en toe maar vanaf 1993 elk jaar de speciale Gouden Erebeer. De films worden uit honderden inzendingen geselecteerd door een steeds wisselende zevenkoppige internationale jury.
Het circa 25 cm hoge beeldje, een ontwerp van de Duitse kunstenares Renée Sintenis, is sinds de oprichting van het festival in 1951 altijd gegoten bij dezelfde smederij. Het symbool is geïnspireerd door de beer in het wapen van Berlijn.
In 1970 werd de prijs niet uitgereikt. In de jaren 1980, 1983, 1985, 1990, 1993 en 2002 waren er telkens twee winnaars en in 1978 drie. In het eerste jaar werd de hoogste eer gedeeld door vier films.